# Avenida Las Condes
La Avenida Las Condes es una de las arterias principales de Santiago de Chile. Nace en la bifurcación que se produce en el cruce con Avenida Apoquindo, continuando el trazado colonial hacia la cordillera. Esta intersección es casi inadvertida, a pesar de que en su lado sur cuenta con el Estadio Italiano y sus canchas y en el norte con la Casa y Parque de la ex Chacra El Rosario, que es un Monumento Nacional y actualmente ocupada por el Instituto Cultural de Las Condes.
Esta avenida se caracteriza por ser una zona de comercio y residencial de clase alta. En los costados de ella se aprecian casas con antejardín, Clubes de Campo de diferentes instituciones y edificios habitacionales. En la esquina con Avenida Padre Hurtado se desarrolla un centro urbano comercial y en los alrededores se ubica además el Centro Comercial Alto Las Condes. Luego está el cruce con Avenida Kennedy, que es el nudo vial más importante de Av. Las Condes. Ahí se marca el límite entre la ciudad construida hasta 1980 y el nuevo oriente de Santiago. Después de esta intersección la avenida se ensancha y se observan escuelas, edificios institucionales, antiguas residenciales, spas, centros de eventos y muchos salones de venta de automóviles.
Esta avenida finalmente culmina en la Plaza San Enrique y el exedificio de la Municipalidad de Lo Barnechea, pero específicamente en el río Mapocho en el puente San Enrique.
En julio de 2014, un grupo de especialistas en transporte y urbanismo (incluido el exministro Pedro Pablo Errázuriz) propuso una nueva línea para el Metro de Santiago por el eje Las Condes entre la estación Manquehue y avenida La Dehesa.